# Автозаводська лінія (Мінськ)
Автозаво́дська лінія (біл. Аўтазаво́дская лінія) — друга лінія Мінського метрополітену. Відкрита 31 грудня 1990 року, у складі з п'яти станцій. Перетинає Мінськ з південного сходу на захід. Довжина лінії — 18,1 км, кількість станцій — 14, тривалість проїзду лінією — 27 хв.

## Історія
Будівництво лінії почалося у 1985 році на ділянці «Тракторний завод» — «Фрунзенська». В складі Автозаводської лінії було запроєктовано 15 станцій, які мали з'єднати Заводський район із західною частиною міста. Перша черга Автозаводської лінії введена в експлуатацію 31 грудня 1990 року.

### Перша черга
В складі першої черги було заплановано відкриття дільниці протяжністю 6,12 км з шістьма станціями, проте відкриті були лише п'ять: «Тракторний завод», «Пролетарська», «Купаловська», «Неміга» і «Фрунзенська».
Станція «Першотравнева» була відкрита за кілька місяців у 1991 році. Своєчасному відкриттю завадили геологічні умови в місці її розташуванні біля русла Свіслочі. Через них же «Першотравнева» стала єдиною станцією у Мінську із боковим розташуванням платформ.

### Друга черга
Відкрита 3 липня 1995 року дільницею 2,92 км від станції «Фрунзенська» зі станціями «Молодіжна» і «Пушкінська».

### Третя черга
Відкрита 7 листопада 1997 року дільницею 3,55 км від станції «Тракторний завод» зі станціями «Партизанська» і «Автозаводська».

### Четверта черга
Відкрита 5 вересня 2001 року дільницею 1,796 км від станції «Автозаводська» з єдиною станцією «Могильовська».

### П'ята черга
Відкрита 7 листопада 2005 року дільницею 3,93 км від станції «Пушкінська» зі станціями «Спортивна», «Кунцевщина» і «Кам'яна Гірка».

## Пересадки
Єдина пересадкова станція на лінії — «Купаловська».
| № | Пересадка на лінію | Зі станції  | На       |
| - | ------------------ | ----------- | -------- |
| 1 | Московська лінія   | Купаловська | Жовтнева |

## Депо та рухомий склад
З моменту відкриття лінія обслуговувало електродепо «Московське». 1 вересня 2003 року було відкрито електродепо «Могильовське», яке обслуговує лінію в теперішній час.
На лінії працюють 175 вагонів (35 складів з п'яти вагонів) моделей 81-717/714 та 81-540Б/541Б. До 1 червня 2009 року використовувалися чотиривагонні склади.

## Перспективи
Планується продовження лінії на захід станцією «Віленська» та на схід станцією «Шабани» (після 2043 року). Терміни реалізації цих проєктів наразі не встановлені.